# Aleksej Vojevodin
Aleksej Nikolajevitj Vojevodin (ryska: Алексей Николаевич Воеводин), född 9 augusti 1970, är en rysk friidrottare (gångare).
Vojevodin har specialiserat sig på den längre gångdistansen 50 km och har medaljer både från OS, VM och EM. Dessutom har en fjärde plats från VM 2003 i Paris.